# Hans-Karl Koch

Hans-Karl Koch

Johannes Karl 'Hans-Karl' Ernst Fritz Koch (* 14. Oktober 1897 in Potsdam; † 1. Juli 1934 in Berlin-Lichterfelde) war ein deutscher Politiker (NSDAP) und SA-Führer. Er war einer der Getöteten des sogenannten Röhm-Putsches.

## Leben und Wirken

### Früher Werdegang
Koch wurde als Sohn einer evangelischen Familie in Potsdam geboren. Seine Eltern waren der Oberpostsekretär Eduard Koch und seine Ehefrau Anna, geb. John. Er besuchte das Gymnasium.
Nach dem Beginn des Ersten Weltkriegs meldete Koch sich als Kriegsfreiwilliger: Seit dem 1. September 1914 gehörte er der preußischen Armee an. Als Sechzehnjähriger zog er mit dem Reserve-Jägerbataillon 15 an die Westfront. Während des Krieges wurde Koch an der Westfront durch Granatsplitter schwer verwundet (rechter Ellenbogen zertrümmert), was einen langen Lazarettaufenthalt nach sich zog. Außerdem wurde er mit dem Eisernen Kreuz beider Klassen ausgezeichnet. Im Jahr 1917 hatte er den Rang eines Leutnants der Reserve erreicht.
Das Kriegsende erlebte Koch in einem Lazarett in Potsdam. Nach dem Krieg gehörte Koch noch bis zum 1. April 1920 der Reichswehr an, die er als Leutnant der Reserve verließ. Außerdem schloss er sich zeitweise dem Freikorps Epp an, bei dem er Ernst Röhm kennenlernte. Im März 1920 beteiligte er sich, noch immer verwundet, am Kapp-Putsch.
In den frühen 1920er Jahren studierte Koch an der Landwirtschaftlichen Hochschule in Berlin. Sein Studium dort schloss er 1924 mit dem Diplom und dem Staatsexamen ab. Danach ließ er sich als Landwirt in Schlesien nieder.

### Karriere in der NS-Bewegung
Zum 1. Juli 1929 trat Koch der NSDAP bei (Mitgliedsnummer 141.923). In den folgenden Jahren machte er insbesondere Karriere in der SA, der Privatarmee der Partei.
Ab 1931 übernahm Koch als Mitarbeiter des Chefs der schlesischen SA-Einheiten, Edmund Heines, Führungsaufgaben in der schlesischen SA.
Dank der Protektion Heines erhielt Koch nach der preußischen Landtagswahl vom April 1932 einen Sitz als Abgeordneter der NSDAP im Preußischen Landtag. Diesem gehörte er insgesamt knapp achtzehn Monate lang, bis zur Auflösung dieser Körperschaft im Herbst 1933, an.
Am 1. Juli 1932 wurde Koch zum Führer der Untergruppe Niederschlesien der SA ernannt, die er bis zu ihrer Auflösung am 14. September 1933 führte, und gleichzeitig zum SA-Oberführer befördert. In dieser Eigenschaft wurde er mit Wirkung vom 1. Juli 1933 in den Rang eines Brigadeführers befördert. Seit März 1933 war er zudem Sonderkommissar der Obersten SA-Führung für die Provinz Niederschlesien.
Am 15. September 1933 wurde Koch zum Führer der an diesem Tag als Nachfolgeformation der Untergruppe Niederschlesien aufgestellten SA-Brigade 21 (Niederschlesien) mit Dienstsitz in Liegnitz ernannt.
Bei der Reichstagswahl vom November 1933 – bei der freilich einzig Kandidaten der NSDAP zur Wahl antreten durften – erhielt Koch ein Mandat für den weitgehend zu einem einflusslosen Repräsentationsorgan herabgesunkenen Reichstag. Nach seinem Tod wurde Kochs Mandat für den Rest der Wahlperiode ab Juli 1934 von Georg Trzeciak fortgeführt.
Mit Wirkung vom 15. März 1934 wurde Koch von der Obersten SA-Führung mit der Führung der SA-Gruppe Westmark beauftragt und gleichzeitig von der Führung der SA-Brigade 21 entbunden (sein Nachfolger als Führer der SA-Brigade 21 wurde zu dieser Zeit Eberhard von Wechmar). Als beauftragter Führer der Gruppe Westmark hatte Koch – weiterhin im Rang eines SA-Brigadeführers stehend – fortan das Kommando über rund 200.000 SA-Angehörigen im westdeutschen Raum inne, wobei sein Dienstsitz sich in Koblenz befand. Diese Stellung behielt er bis zu seiner Verhaftung und Exekution am 30. Juni/1. Juli 1934 bei.

### Ermordung
Am 29. Juni 1934 reiste Koch zu einer für den 30. Juni 1934 angesetzten SA-Führertagung in den bayerischen Kurort Bad Wiessee, wo er in dem als Tagungsort vorgesehenen Hotel Hanslbauer übernachtete. In den frühen Morgenstunden des 30. Juni erschien überraschend Adolf Hitler mit einem größeren Aufgebot an Polizeibegleitung und verhaftete den Großteil der bereits in der Pension anwesenden SA-Angehörigen, insbesondere den Stabschef der SA Ernst Röhm und Edmund Heines, der ebenfalls am Abend des 29. Juni in der Pension Hanslbauer eingetroffen war. Die politische Säuberungswelle vom Frühsommer 1934 gegen die SA-Führung wurde von der NS-Regierung als Schlag gegen den sogenannten Röhm-Putsch dargestellt.
Koch wurde, nachdem er von der Polizei gestellt worden war, auf Fürsprache von den mit Hitler angereisten Viktor Lutze (den Hitler als Nachfolger Röhms zum neuen Stabschef der SA bestimmt hatte) von Hitler noch in der Pension Hanselbauer begnadigt, so dass er anders als Röhm und die meisten anderen in dem Hotel angetroffenen SA-Angehörigen nicht in Gefangenentransporten nach München überführt und dort ins Gefängnis München-Stadelheim gebracht wurde, sondern stattdessen als freier Mann in der Entourage Hitlers nach München fuhr.
In München nahm Koch in den Mittagsstunde an einer Konferenz im Senatorensaal des Braunen Hauses, der Parteizentrale der NSDAP, teil, in der Hitler einer größeren Anzahl von nach München gereisten höheren SA-Führern die Absetzung von Röhm als SA-Chef sowie die Verhaftung Röhms und einiger anderer SA-Führer mitteilte.
Obwohl Koch von Hitler selbst von der Verhaftung freigestellt worden war, wurde er – da seine "Begnadigung" den Polizeibehörden außerhalb Münchens offenbar nicht bekannt geworden war – , nach seiner Rückkehr nach Koblenz verhaftet, zum Flugplatz in Bonn gebracht und von dort mit einem Sonderflugzeug nach Berlin transportiert. Nach der Ankunft auf dem Tempelhofer Feld wurde er in die SS-Kaserne in Lichterfelde überführt, wo er im Laufe der Nacht vom 1. zum 2. Juli 1934 von einem Standgericht zum Tode verurteilt und dann in den frühen Morgenstunden des 2. Juli von einem Peloton aus Angehörigen der Leibstandarte Adolf Hitler erschossen wurde.
Koch wurde nachträglich auf die von der Gestapo aufgestellte Liste von 77 (später auf 83 Personen erweiterte) Personen gesetzt, deren Erschießung vom 30. Juni bis 2. Juli durch die Reichsregierung durch das am 3. Juli 1934 erlassene Gesetz über Maßnahmen der Staatsnotwehr für rechtens erklärt und von strafrechtlicher Verfolgung ausgenommen wurde.
Durch den Führerbefehl Nr. 26 vom 31. Oktober 1934 wurde Koch schließlich noch postum aus der SA ausgestoßen.

## Ehe und Familie
Koch war mit Dorothea Weiß (* 24. Februar 1904 in Dober-Pause), der Tochter eines Rittergutsbesitzers, verheiratet. Aus der Ehe gingen zwei Söhne (Hans Dietrich und ?) und eine Tochter hervor.

## Archivarische Überlieferung
Ein Großteil der Personalunterlagen Kochs als Funktionär in der NSDAP und der SA wurde nach seiner Ermordung vernichtet. Einige wenige Splitter haben sich im Bundesarchiv erhalten (BDC: PK-Akte, verwahrt auf dem Film G 88 "Koch, Johann – Koch, Josef").
Eine Akte der preußischen Justizverwaltung zu einem Prozess, in dem die angebliche Homosexualität Kochs eine Rolle spielte (Klage von Edmund Heines gegen den Stahlhelm-Führer Herbert von Sydow vor dem Landgericht Hirschberg wegen einer Broschüre, in der Sydow Heines und Koch der Homosexualität bezichtigt hatte) wird im Geheimen Staatsarchiv aufbewahrt (Re. 84a, Nr. 53856).